# مجدل معوش
مجدل المعوش هي إحدى القرى اللبنانية من قرى قضاء الشوف في محافظة جبل لبنان.